# Paralelo 55 S
O Paralelo 55 S é um paralelo no 55° grau a sul do plano equatorial terrestre.
Começando pelo Meridiano de Greenwich e tomando a direção leste, o paralelo 55° Sul passa sucessivamente por:
| País, território ou mar | Notas |
| ----------------------- | --- |
| Oceano Atlântico        | |
| Oceano Índico           | |
| Oceano Pacífico         | Passa a sul da Ilha Macquarie, Austrália                                                                              |
| Chile                   | Ilhas Gilbert, Londonderry, London, Thompson, Gordon, Hoste, Navarino e Picton                                        |
| Argentina               | Ilha Grande da Terra do Fogo                                                                                          |
| Oceano Atlântico        | Passa a sul da Isla de los Estados, Argentina · Passa a sul da Geórgia do Sul, Ilhas Geórgia do Sul e Sandwich do Sul |